# NGC 7768
NGC 7768 في الفهرس العام الجديد، هي مجرة، تقع في كوكبة الفرس الأعظم. اكتشفت في 5 سبتمبر 1828 بواسطة جون هيرشل.

## روابط خارجية
- NGC 7768 على موقع ويكي سكاي: DSS2, SDSS, GALEX, IRAS, Hydrogen α, X-Ray, Astrophoto, Sky Map, Articles and images